# クライヴ・バーカー
クライヴ・バーカー（英語: Clive Barker, 1952年10月5日 - ）は、イギリスの小説家、脚本家、映画監督。
クライブ・バーカーの表記も用いられる。

## 人物
ホラー小説とダーク・ファンタジーの書き手として知られる。ホラー小説から始まったキャリアは初期を代表する短編集『血の本』（Books of blood）シリーズとして結実し、これによって世界幻想文学大賞と英国幻想文学大賞を受賞した。
スティーヴン・キングがバーカーの作品を絶賛している。最近ではホラー要素を含んだ大作の現代ファンタジーに重点を移している。
バーカーの作品は、私たちと共存する隠された幻想世界、超自然におけるセクシュアリティの役割、複雑に絡み合った宇宙の構造などの描写を特徴としている。
映画監督としての顔も持ち、代表作は自身の小説『ヘルバウンド・ハート』の映画化である『ヘル・レイザー』（1987年イギリス）。常にホラー映画に重点をおいており、『ミディアン』や『ロード・オブ・イリュージョン』も監督している。初期の短編映画『The Forbidden』や『Salome』は、シュルレアリスム的な要素のある実験アートでもある。
多彩な視覚芸術家でもあり、様々なメディアで活躍している。時には自身の本のイラストを手がけ、個展を開くこともある。自身が監修を務めたゲーム作品『Clive Barker's Undying』（DreamWorks Interactive、2001）も好評を博している。
同性愛者であることを公言している。

## 経歴
イングランドの港町リヴァプールに生まれる。ビートルズの歌「ペニー・レイン」で有名なペニー・レインで少年時代を送り、ポーやブラッドベリの小説を耽読する。
14、5歳のころ、ヒッチコックの監督作品『サイコ』とジョージ・パルの監督作品『宇宙戦争』の2本立て上映を鑑賞、ホラー小説を書きたいと考え始める。著名なホラー小説家であるラムゼイ・キャンベルの講演を聴いたことも、この思いに拍車をかけた。しかし、この時期のバーカーは演劇に熱中し、自らも戯曲を執筆している。
リヴァプール大学に進学。英語学と哲学を専攻し、学士号を取得する。学生時代は劇場などでのアルバイトを行う。
大学卒業後はロンドン北部のクラウチ・エンドに移住、演劇の世界へ入り、戯曲の執筆に力を注いだ。

## 作品

### 小説
- 『血の本 - Books of Blood』シリーズ（1984年〜1985年）
  - ミッドナイト・ミートトレイン（日本初出1987年1月・『集英社文庫』集英社刊・宮脇孝雄訳）
  - ジャクリーン・エス（日本初出1987年3月・『集英社文庫』集英社刊・大久保寛訳）
  - セルロイドの息子（日本初出1987年5月・『集英社文庫』集英社刊・宮脇孝雄訳）
  - ゴースト・モーテル（日本初出1987年7月・『集英社文庫』集英社刊・大久保寛訳）
  - マドンナ（日本初出1987年9月・『集英社文庫』集英社刊・宮脇孝雄訳）
  - ラスト・ショウ（日本初出1987年11月・『集英社文庫』集英社刊・矢野浩三郎訳）
- 魔道士（後に『ヘルバウンド・ハート』と改題） - The Hellbound Heart（日本初出1988年2月・集英社刊・宮脇孝雄訳）
- 死都伝説 - Cabal (The Nightbreed)（日本初出1989年6月・『集英社文庫』集英社刊・宮脇孝雄訳）
- ウィーヴワールド - Weaveworld（日本初出1989年10月・集英社刊・酒井昭伸訳）
- 不滅の愛 - The Great and Secret Show（日本初出1991年4月・『角川文庫』角川書店刊・山本光伸訳）
- ダムネーション・ゲーム - The Damnation Game（日本初出1991年9月・『扶桑社ミステリー』扶桑社刊・中田耕治・松本秀子訳）
- イマジカ - Imajica（日本初出1995年7月〜1995年8月・『扶桑社ミステリー』扶桑社刊・加藤洋子訳）
- アバラット - Abarat（日本初出2002年12月・ソニー・マガジンズ刊・池央耿訳）
- 冷たい心の谷 - Coldheart Canyon: A Hollywood Ghost Story（日本初出2003年10月・『ヴィレッジブックス』ソニー・マガジンズ刊・嶋田洋一訳）
- アバラット 2 - Abarat: Days of Magic, Nights of War（日本初出2004年11月・ソニー・マガジンズ刊・池央耿訳）
- アバラット 3 - Absolute Midnight (2011) 未訳

### 評論
- クライヴ・バーカーのホラー大全 - Cliver Barker's A-Z of Horror（日本初出2001年9月・東洋書林刊・日暮雅通訳）※スティーヴン・ジョーンズと共編著

### 映画
- 『ヘルレイザー』シリーズ
  - ヘル・レイザー - Hellraiser（1987）監督・脚本・原案
  - ヘルレイザー2 - Hellbound: Hellraiser II（1988）製作総指揮・原案
  - ヘルレイザー3 - Hellraiser III: Hell on Earth（1992）製作総指揮・原案
  - ヘルレイザー4 - Hellraiser: Bloodline（1996）製作総指揮・原案
  - ヘルレイザー ゲート・オブ・インフェルノ - Hellraiser: Inferno（2000）キャラクター原案
  - ヘルレイザー リターン・オブ・ナイトメア - Hellraiser: Hellseeker（2002）キャラクター原案
  - ヘルレイザー ワールド・オブ・ペイン - Hellraiser: Deader（2005）キャラクター原案
  - ヘルレイザー ヘルワールド - Hellraiser: Hellworld（2005）キャラクター原案
  - Clive Barker Presents Hellraiser（2009）製作総指揮
- 『キャンディマン』シリーズ
  - キャンディマン - Candyman（1992）製作総指揮・原案
  - キャンディマン2 - Candyman: Farewell to the Flesh（1995）原案
  - キャンディマン3 - Candyman 3: Day of the Dead（1999）キャラクター原案
- クライヴ・バーカーのサロメ - Salome（1973）監督・脚本・原案
- フォービドゥン - The Forbidden（1978）監督・脚本・原案
- アンダーワールド - Underworld (Transmutations)（1985）脚本・原案
- ロウヘッド・レックス - Rawhead Rex（1986）脚本・原案
- ミディアン - Nightbreed（1990）監督・脚本（「死都伝説」が原作）
- ロード・オブ・イリュージョン - Lord of Illusions（1995）監督・脚本・原案
- クイックシルバー - Quicksilver Highway (TV)（1997）出演・脚本・原案
- ゴッド・アンド・モンスター - Gods and Monsters（1998）製作総指揮
- クリープゾーン：セイント・ソード - Saint Sinner (TV)（2002）脚本・原案
- クライヴ・バーカー ヘルゾンビ - The Plague（2006）製作総指揮
- ミッドナイト・ミート・トレイン - The Midnight Meat Train（2008）製作総指揮 ※監督は北村龍平
- クライヴ・バーカー 血の本 - Book of Blood（2009）脚本・原案
- クライヴ・バーカー ドレッド［恐怖］ - Dread（2009）製作総指揮
- Born 製作総指揮・脚本・原案 ※未発表
- Tortured Souls: Animae Damnatae 監督・脚本・原案 ※未発表
- 動物黙示録の夜 – Night of the Zoopocalypse (2025) キャラクター原案 ・ 製作総指揮

### ゲーム
- クライブ・バーカーズ アンダイイング - Clive Barker's Undying
- Clive Barker's Jericho

## 書目
Critical studies of Barker's work
- Smith, Andrew. "Worlds that Creep upon You: Postmodern Illusions in the Work of Clive Barker." In Clive Bloom, ed, Creepers: British Horror and Fantasy in the Twentieth Century. London and Boulder CO: Pluto Press, 1993, pp. 176–86.
- Suzanne J. Barbieri, Clive Barker : Mythmaker for the Millennium. Stockport:British Fantasy Society, 1994,  ISBN 0952415305.
- Gary Hoppenstand, Clive Barker's short stories : imagination as metaphor in the Books of blood and other works. (With a foreword by Clive Barker). Jefferson, N.C. : McFarland, 1994, ISBN 0899509843.
- Linda Badley, Writing Horror and The Body : the fiction of Stephen King, Clive Barker, and Anne Rice. London : Greenwood Press, 1996, ISBN 0313297169.
- Chris Morgan, "Barker, Clive", in David Pringle, ed., St. James Guide to Horror, Ghost and Gothic Writers. London: St. James Press, 1998, ISBN 1558622063
- S. T. Joshi, The Modern Weird Tale Jefferson, N.C.; London : McFarland, 2001, ISBN 078640986X.
- Douglas E. Winter, Clive Barker: The Dark Fantastic New York: Harper, 2002, ISBN 0066213924.
- Edwin F. Casebeer, "Clive Barker (1952– )" in: Darren Harris-Fain (ed.) British Fantasy and Science Fiction Writers Since 1960. Farmington Hills, MI: Thomson/Gale, 2002, ISBN 0787660051.
- K. A. Laity, "Clive Barker" in: Richard Bleiler, ed. Supernatural Fiction Writers: Contemporary Fantasy and Horror. New York: Thomson/Gale, 2003,  ISBN 0684312506.
- Sorcha Ní Fhlainn, (Ed.) Clive Barker – Dark imaginer. Manchester: Manchester University Press, 2017. 280pp. ISBN 9780719096921.